# 1998 FB75
1998 FB75 är en asteroid i huvudbältet som upptäcktes den 24 mars 1998 av LINEAR i Socorro County, New Mexico.
Asteroiden har en diameter på ungefär 12 kilometer och den tillhör asteroidgruppen Themis.